# Wysznewe (rejon iziumski)
Wysznewe (ukr. Вишневе) – wieś na Ukrainie, w obwodzie charkowskim, w rejonie iziumskim, w hromadzie Borowa. W 2001 liczyła 295 mieszkańców.